# Museo Bass

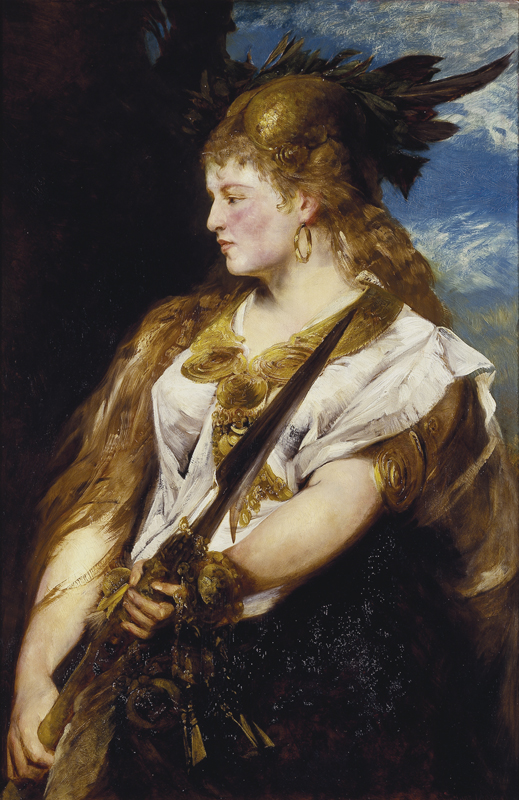
La valquiria obra de Hans Makart en la colección del museo

El Museo de Arte Bass (del inglés: Bass Museum of Art) es un museo de arte localizado en Miami Beach en el 2121 Park Avenue. 
Fundado en 1963 por la ciudad de Miami Beach para albergar la colección de John y Johanna Bass, ocupa el edificio original de la Miami Beach Public Library. Es considerado uno de los museos más notables de la ciudad junto al Lowe-Art Museum de la Universidad de Miami, el Wolfsonian-FIU Museum, el MOCA (Museo de Arte Contemporáneo) y el MAM (Museo de Arte de Miami).
La colección permanente se especializa en arte del Renacimiento y arte asiático con obras de Cornelis van Haarlem, Peter Paul Rubens, Ferdinand Bol, Benjamin West, Armand Guillaumin, Jacob Jordaens, Gerard Seghers, Giovanni Barbagelata, Hans Makart, un altar de Botticelli y Ghirlandaio. El museo está abierto todos los días de 11:00 a 16:00 horas.